# Жестков, Максим Евгеньевич
Максим Евгеньевич Жестков (род. 20 сентября 1985 г., Ульяновск, РСФСР) — российский медиахудожник и режиссёр. Работает в сферах компьютерной графики и видеоарта.

## Биография
Родился в Ульяновске. Начал интересоваться компьютерами и цифровой иллюстрацией в 6 лет, когда ему подарили компьютер ZX Spectrum. Этот интерес позже перерос в увлечение 3D-графикой и дизайном. Изучал архитектуру, искусство и графический дизайн в Ульяновском государственном университете.

## Творчество
Его стиль отличается работой с простыми объемными формами, чаще всего сферами, которые символизируют частицы, из которых создана Вселенная. В работе вдохновляется законами математики, физики и биологии.
Работал над проектами для мировых брендов: Sony, MTV, Nokia, Ford.
В 2019 году создал совместный проект с ПАО «Газпром нефть» для Петербургского международного экономического форума. Арт-работа стала визуализацией нейронных сетей и геологических моделей, которые использует компания.

### Выставки и творческие проекты
Работы Жесткова выставлялись в галереях и публичных пространствах в США, Китае, России. Короткометражные фильмы художника входили в программу фестивалей Ars Electronica, ArtFutura, Athens Digital Art Festival, Sapporo International Film Festival, Onedotzero и др.
В 2018 году участвовал в выставке Generative Gallery в центре современного искусств М’АРС.
В 2019 году создал работу совместно с физиком и лауреатом Нобелевской премии Константином Новоселовым для выставки «Искусственный интеллект и диалог культур» в Государственном Эрмитаже.